# 耶尔凯达
耶尔凯达（Yerkheda），是印度马哈拉施特拉邦那格浦尔县的一个城镇。总人口10367（2001年）。

## 人口
该地2001年总人口10367人，其中男性5338人，女性5029人；0—6岁人口1260人，其中男623人，女637人；识字率78.60%，其中男性为83.53%，女性为73.35%。